# II powstanie Desmondów
Drugie powstanie Desmondów (irl. Dara Éirí Amach i nDeasmumhain) 1579–1583 r.
Drugie powstanie Desmondów rozpoczęło się w roku 1579 uderzeniem sił Jamesa Fitzmaurice'a Fitzgeralda na Munster. Podczas swojego azylu w Europie Maurice zabiegał o poparcie dla katolickich Irlandczyków w walce z rządem Elżbiety I. Pomoc uzyskał m.in. od papieża, który wsparł go pieniędzmi i oddziałami wojska. W lipcu 1579 r. Fitzgerald wylądował w Dingle w towarzystwie licznych oficerów, 700 hiszpańskich żołnierzy oraz oddziału włoskiego. Krótko potem dołączyły do niego siły Johna Fitzgeralda i inne klany galijskie, a także Gerald (Earl of Desmond), który – pomimo że początkowo nie przystąpił do powstania – został uznany przez Anglików zdrajcą.
Już na początku walk śmierć poniósł James Fitzmaurice Fitzgerald. Po jego śmierci rebelię kontynuowali Gerald i John Fitzgerald. Zajęli oni m.in. miasta Youghal i Kinsale, pustosząc okolice zamieszkane przez Anglików i ich sprzymierzeńców.
W roku 1580 rebelianci dowodzeni przez jednego z przywódców galijskich Fiacha MacHugh O'Byrne'a i Lorda Baltinglassa uderzyli na Leinster. Licząca 3000 ludzi armia angielska pod wodzą Earla Greya de Wiltona dostała się w pułapkę i została zniszczona w bitwie pod Glenmalure. Zginęło 800 Anglików.
Zwycięstwo Irlandczyków było jednak krótkotrwałe. Wojska angielskie pod wodzą Ormondów przywróciły kontrolę nad południowym wybrzeżem Irlandii. Zniszczono ziemie Desmondów, zabijając wielu członków tego rodu. W wyniku oblężenia Carrigafoyle Castle, głównej kwatery Desmondów nad rzeką Shannon, udaremniono rebeliantom pomoc wojsk hiszpańskich.
Posiłki papieskie w sile 600 żołnierzy zostały osaczone w jednym z zamków w okolicach Smerwick (hrabstwo Kerry), a następnie zmasakrowane. Stosując politykę spalonej ziemi, Anglikom udało się w końcu zdławić rebelię. W roku 1581 skapitulowała większość sił popierających Fitzgeralda w Munsterze.
Fitzgerald do końca ścigany był przez Anglików. W latach 1581–1583 trwały utarczki partyzanckie. W listopadzie 1583 r. rebelia ostatecznie zakończyła się po tym, jak Earl został zamordowany przez członków klanu O'Moriarty'ego. Przywódca klanu w podziękowaniu otrzymał 1000 funtów w srebrze od rządu angielskiego, głowa Desmonda została natomiast wystawiona triumfalnie na miejskich murach Cork.
W trakcie i po upadku powstania na terenach objętych walkami doszło do wybuchu zarazy. Wielu ludzi cierpiało głód. W samym roku 1582 miało umrzeć z tego powodu około 30 000 ludzi. Do roku 1589 w Munsterze pozostała przy życiu zaledwie 1/3 ludności. Earl Grey de Wilton, z powodu swoich brutalnych rządów został przez królową Elżbietę zdymisjonowany.
Oba powstania Desmondów określane są jako punkt zwrotny w historii Irlandii. Władza Gerladinów została złamana a Munster zasiedlono angielskimi osadnikami. Ostatecznie kampania irlandzka Tudorów zakończona została w wyniku wojny dziewięcioletniej w Ulsterze.